# Copa do Mundo de Esqui Alpino de 2014
A Copa do Mundo de Esqui Alpino de 2014 foi a 48º edição da Copa do Mundo, ela foi iniciada em outubro de 2013 na Áustria e finalizada em março de 2014 na Suíça.
O austríaco Marcel Hirscher venceu no masculino, enquanto no feminino a eslovena Tina Maze foi a campeã geral.